# رالف شابمان
رالف شابمان (بالإنجليزية: Ralph Chapman)‏ (26 يناير 1906 بسالفورد في المملكة المتحدة - 1 مارس 1999 في المملكة المتحدة) هو لاعب كرة قدم بريطاني (وحمل سابقاً جنسية المملكة المتحدة لبريطانيا العظمى وأيرلندا) في مركز الهجوم. لعب مع نادي نيلسون.